# Eksplozja Avalon
Eksplozja Avalon (nazwa wywodzi się od prekambryjskiej fauny z półwyspu Avalon) – sugerowane wydarzenie w historii ewolucyjnej zwierząt. Stanowi odpowiednik eksplozji kambryjskiej dla fauny ediakarańskiej. Wydarzyło się około 33 milionów lat wcześniej.
Pomysł ten zaproponowali paleontolodzy Virginia Tech dzięki analizie zmian odległości morfologicznej pomiędzy zbiorowiskami ediakaru. Odkrycia wskazują, że na wczesnym etapie ewolucji zwierząt mogła zdarzyć się więcej niż jedna eksplozja.
Eksplozja Avalon wydaje się przypominać eksplozję kambryjską szybkim wzrostem różnorodności w morfologii we względnie niewielkim przedziale czasu z następczym zróżnicowaniem w obrębie wykształconych już planów ciała. Podobny wzorzec obserwowano w przypadków innych zdarzeń ewolucyjnych.